# Meteor Louny
Meteor Louny byl severočeský fotbalový klub z Loun, který hrál Severočeský krajský přebor a Divizi. Vznikl v roce 1922 a v roce 2000 zanikl sloučením s klubem SK Čechie Louny v nový FK Louny.

## Výsledky
Zdroj:
| Česko (1993 – ) |                            |                      |                      |                      |                      |                      |                      |                      |                      |                      |                      |                      |                      |
| Sezóny          | Liga                       | Úroveň               | Z                    | V                    | R                    | P                    | VG                   | OG                   | +/-                  | B                    | Pozice               |                      |                      |
| ...             |                            |                      |                      |                      |                      |                      |                      |                      |                      |                      |                      |                      |                      |
| 1998/99         | Přebor Severočeského kraje |                      |                      |                      |                      |                      |                      |                      |                      |                      | ?.                   |                      |                      |
| 1999/00         | Divize B                   | 4                    | 30                   | 5                    | 7                    | 18                   | 29                   | 68                   | –39                  | 22                   | 16                   |                      |                      |
| 2000/01         | Přebor Severočeského kraje | sloučení do FK Louny | sloučení do FK Louny | sloučení do FK Louny | sloučení do FK Louny | sloučení do FK Louny | sloučení do FK Louny | sloučení do FK Louny | sloučení do FK Louny | sloučení do FK Louny | sloučení do FK Louny | sloučení do FK Louny | sloučení do FK Louny |